# مارسلو گریونی
مارسلو گریونی (انگلیسی: Marcelo Grioni؛ زادهٔ ۲۷ ژوئیهٔ ۱۹۶۶) بازیکن سابق و مربی فوتبال اهل آرژانتین است.